# جری کوین
جری آلن کوین (به انگلیسی: Jerry Coyne) (زاده ۳۰ دسامبر ۱۹۴۹) استاد زیست‌شناسی آمریکایی است که بیشتر برای نظراتش در مناقشه طراحی هوشمند شناخته شده‌است. به عنوان دانشمندی پرکار، او ده‌ها مقاله دربارهٔ فرگشت منتشر کرده‌است. او در حال حاضر استاد بخش بوم‌شناسی و فرگشت دانشگاه شیکاگو است. تمرکز تحقیقات او روی فرایند گونه‌زایی و ژنتیک فرگشتی است، به‌طور خاص بر روی مگس میوه. او نویسنده کتاب درسی استاندارد به نام گونه‌زایی Speciation است. او کتاب علمی عامه‌فهمی به نام چرا فرگشت درست است Why Evolution Is True نوشته‌است و وبلاگی به همین نام دارد.

## فعالیت آکادمیک

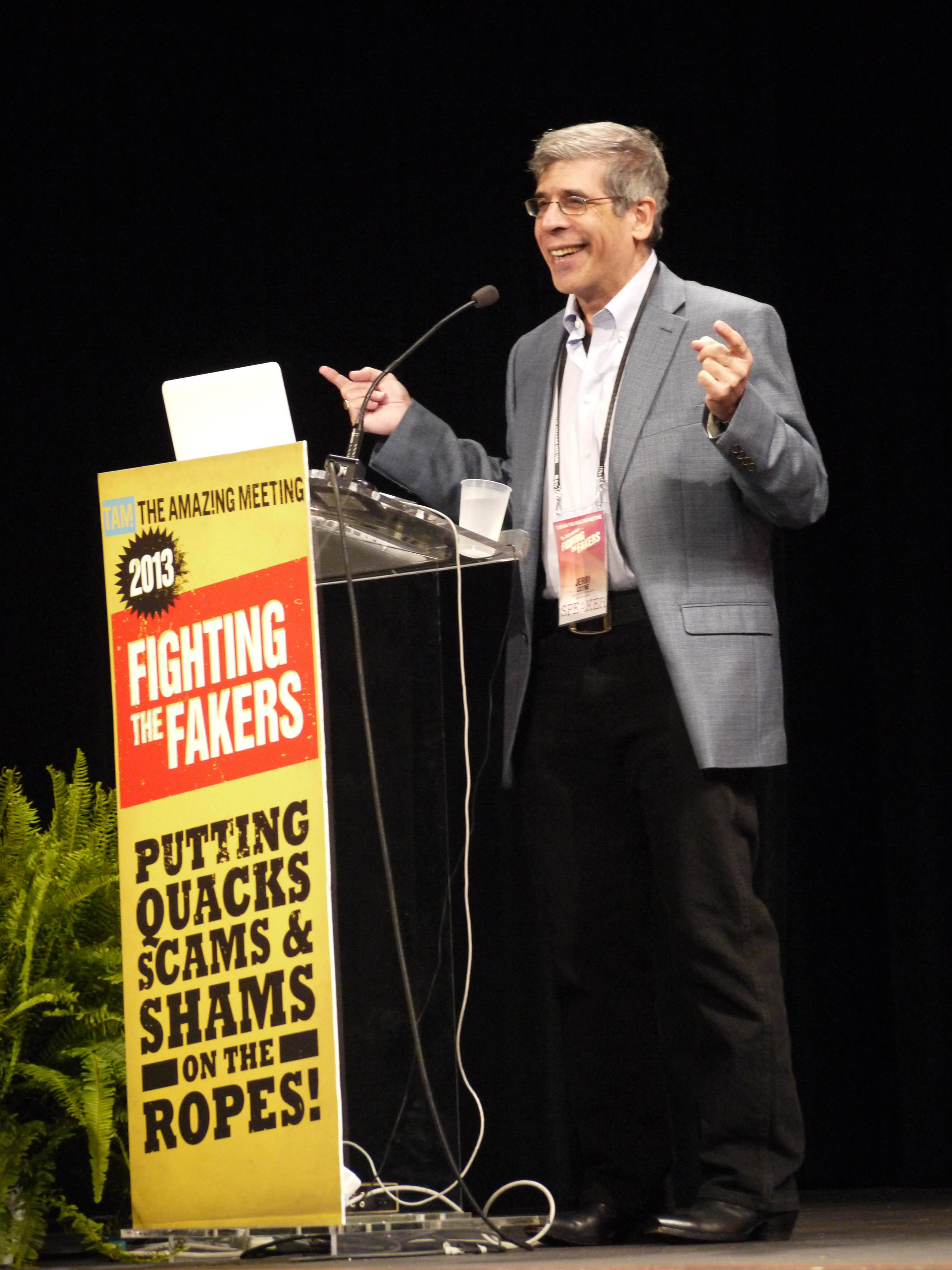
جری کوین در سال 2013

کوین، مدرک کارشناسی زیست‌شناسی را از کالج ویلیام و مری در سال ۱۹۷۱ دریافت کرد. سپس کار فارغ‌التحصیلی را در دانشگاه راکفلر تحت نظارت تئودوسیوس دوبژانسکی آغاز کرد. او پی‌اچ‌دی خود در زیست‌شناسی را از دانشگاه هاروارد زیر نظر ریچارد لوانتین دریافت کرد، و با کمک هزینه تحصیلی فوق دکترا را در دانشگاه کالیفرنیا، دیویس گذراند. در سال ۱۹۸۹ عضویت گوگنهایم به او اهدا شد، و در ۲۰۰۷ در آکادمی علوم و هنر آمریکا انتخاب شد. جری کوین، جایزه «امپراتور بدون لباس» را از بنیاد آزادی از دین در سال ۲۰۱۱ دریافت کرده‌است.
کوین منتقد آفرینش‌گرایی، شامل تکامل الهی و طراحی هوشمند است، و آنها را «آخرین سربازکردن‌های شبه‌علمی آفرینش‌گرایی دینی» می‌خواند «که با مهارت توسط گروه جدیدی از علاقه‌مندان [آفرینش‌گرایی] برای دور زدن محدودیت‌های قانونی اخیر اختراع شده‌اند.»

## بی‌خدایی
کوین یک بی‌خدا است. او مدعی است که دین و علم با هم ناسازگارند، و تنها بررسی خردگرایانه شواهد به کشف قابل اطمینان جهان می‌انجامد. به عقیده او دانشمندانی که عقیده دینی دارند این کار را «با نگهداری دو مفهوم متناقض به طور همزمان» انجام می‌دهند. علاوه بر موضوع‌های مربوط به فرگشت، او در وبلاگ خود به نام Why Evolution Is True دربارهٔ بی‌خدایی، ناسازگاری علم و دین، علوم و دیگر موضوع‌ها می‌نویسد.